# ノラ・グルムリーコヴァー
ノラ・グルムリーコヴァー（チェコ語: Nora Grumlíková, 1930年5月1日 - 2004年1月30日）は、チェコのヴァイオリン奏者。

## 経歴
1930年、プラハ生まれ。9歳の時に演奏会を開いて天才少女としてデビューを飾ったあと、プラハ音楽院でインドルジヒ・フェルドとヤロスラフ・ペケルスキーの各氏に学んだ。1956年にベルギーに留学し、ブリュッセル王立音楽院でカルロ・ファン・ネステに師事し、首席で卒業した。
1960年からプラハ音楽院で教鞭をとりながら演奏活動を続けた。弟子には、イヴァン・ジェナティーらがいる。晩年はアルツハイマー病に罹患していた。2004年、プラハにて没。